# Hausastaten
De Hausastaten (of Hausakoninkrijken) vormden een regio van onafhankelijke stadstaten, gesticht door de Hausa, in een gebied gelegen tussen de Niger en het Tsjaadmeer.
Hun geschiedenis komt voor in de Bayajidda legende, die de avonturen van de held Baghdadi Bayajidda beschrijven. Hij zou een draak in de put van Daura doden en een huwelijk met de koningin Magajiva Daurama aangaan. Volgens de legende heeft Baghdadi Bayajidda met de koningin één kind gekregen; Bawo, en een ander kind met de dienstmaagd van de koningin; Karbagari. Er wordt geredeneerd dat een aantal voorvallen in de legende werd beïnvloed door het Bijbelse Abraham-Sarah verhaal.

## De 7 stadstaden
De Hausastaten begonnen volgens de legende als zeven staten, opgericht door de zes zonen van Bawo, de zoon van de held en de koningin Magajiya Daurama. De zeven staten zijn:
- Emiraat Daura: van ? tot 1806
- Koninkrijk Kano: van ? tot 1807
- Emiraat Katsina, van ? tot 1805
- Emiraat Zazzau (Zaria): van ? tot 1808
- Sultanaat Gobir: van ? tot 1808
- Rano: van ? tot de 19e eeuw
- Biram: van ? tot 1805

## Ondergang van de Hausastaten

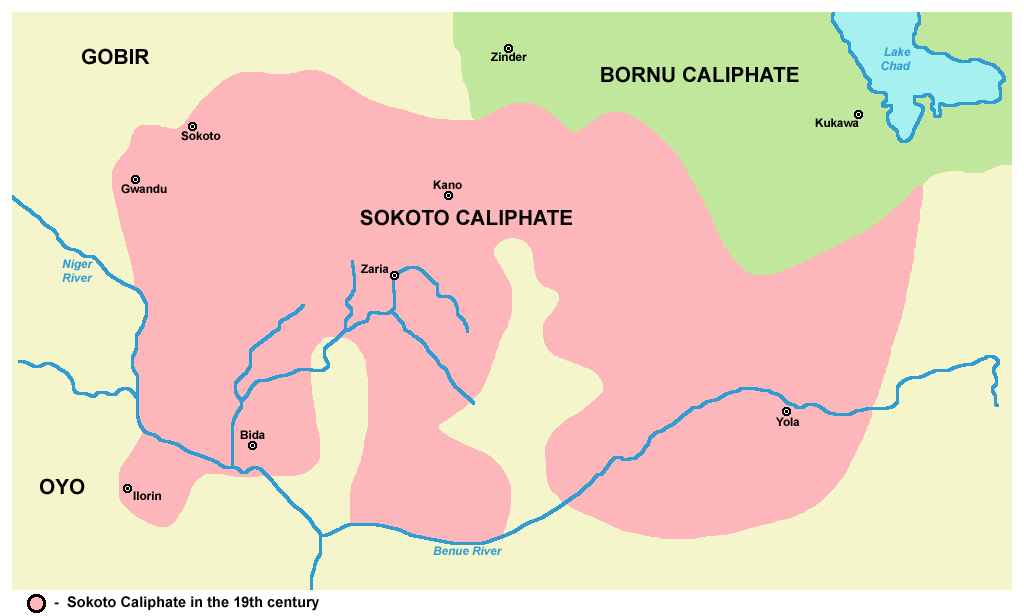
Het Kalifaat Sokoto in the 19e eeuw.

Ondanks de groeiende welvaart waren de stadstaten kwetsbaar tegen agressie; hoewel de overgrote meerderheid van de inwoners moslim waren, werden ze van 1804 tot 1808 aangevallen door Fulani jihadisten. In 1808 werd de laatste Hausastaat uiteindelijk veroverd door Usman dan Fodio en opgenomen in het Kalifaat Sokoto. In 1906 herstelden de Britten de oude Hausa-dynastie in Daura.